# Joan Ambrosio Dalza
Joan Ambrosio Dalza (ou Giovanni Ambrogio Dalza, Milan, seconde moitié du XVe siècle – 1508) est un compositeur et luthiste italien.

## Biographie
Sur la vie et l'activité de Dalza, on ne connaît rien. Les rares compositions qui survivent sont toutes actuellement contenues dans la compilation Intabulatura de lauto. Libro quarto (« Tablature de luth. Livre quatrième »), publiée à Venise en 1508 par l'éditeur Ottaviano Petrucci. Dans cette collection, source précieuse et importante de la musique italienne pour le luth, on observe qu'il a composé ou transcrit diverses frottoles, ricercari et des danses, comme la pavane, la piva, la saltarelle, la calata, etc. Dalza a organisé ses danses sous forme de suites en utilisant comme ordre principal la succession : pavane-saltarelle-piva.

## Œuvres
Intabulatura de Lauto. Libro Quarto (Venise, 1508) :
- Padoane [ou : Pavane] diverse (« Pavanes diverses »)
- Calate ala spagnola (« Calates à l'espagnole »)
- Calate ala [i]taliana (« Calates à l'italienne »)
- Tastar de corde col suo ricercar dietro[4] (« Prélude(s) sur les cordes avec son (leur) ricercare derrière [chacun] »)[5]
- Frottole (« Frottoles »)

## Discographie
- Christopher Wilson
  - Early Venetian Lute Music - Naxos 1999

## Sources
- (it) Cet article est partiellement ou en totalité issu de l’article de Wikipédia en italien intitulé « Joan Ambrosio Dalza » (voir la liste des auteurs).
- (en) Eleanor Selfridge-Field, Venetian instrumental music from Gabrieli to Vivaldi, Courier Dover, 1994, 411 p. (ISBN 978-0-486-28151-3, lire en ligne)